# Şücaüddin Orhan
Şücaüddin Orhan (Shudja al-Din Orkhan) fou amir o beg dels menteşeoğulları del beylik de Menteşe-oğlu.
Era fill de Menteşeli Masud i va succeir al seu pare vers el 1319 que es va assegurar la successió eliminant a un germà de nom İbrahim. Va lluitar durant anys contra els cavallers de Rodes intentant ocupar l'illa, però no ho va aconseguir. Residia a Milas segons Ibn Battuta que va visitar la seva cort. El 1330 la branca de Föke (Finike) a Lícia es va sotmetre als Hamitoğulları. Va morir vers el 1344 i el va succeir el seu fill Menteşeli İbrahim.